# نشان دهمین سالگرد خلق لهستان
نشان دهمین سالگرد خلق لهستان (انگلیسی: Medal of the 10th Anniversary of People's Poland)  یک نشان دولتی سابق جمهوری خلق لهستان است که توسط شورای دولتی لهستان در ۲۳ مه ۱۹۵۴ برای به رسمیت شناختن و قدردانی از «خدمت به مملکت» راه‌اندازی شد. این نشان در مابین ۲۲ ژوئیه ۱۹۵۴ و ۲۲ ژوئیه ۱۹۵۵ اهدا می‌شد و در سال ۱۹۹۲ ملغی شد.
طراح این مدال، مجسمه‌ساز لهستانی یوزف یان گوس‌وافسکی است.